# 袖崎站
袖崎站（日语：／ Sodesaki eki */?）位于山形县村山市大字土生田，是东日本旅客铁道（JR東日本）管辖的鐵路車站。本区间奥羽本线爱称为山形线。

## 历史
- 1912年4月1日 - 设立袖崎信号场。
- 1918年11月10日 - 由信号场升级为车站。
- 1970年10月1日 - 车站无人化。
- 1987年4月1日 - 国铁分割民营化后成为JR东日本车站。

## 車站結構

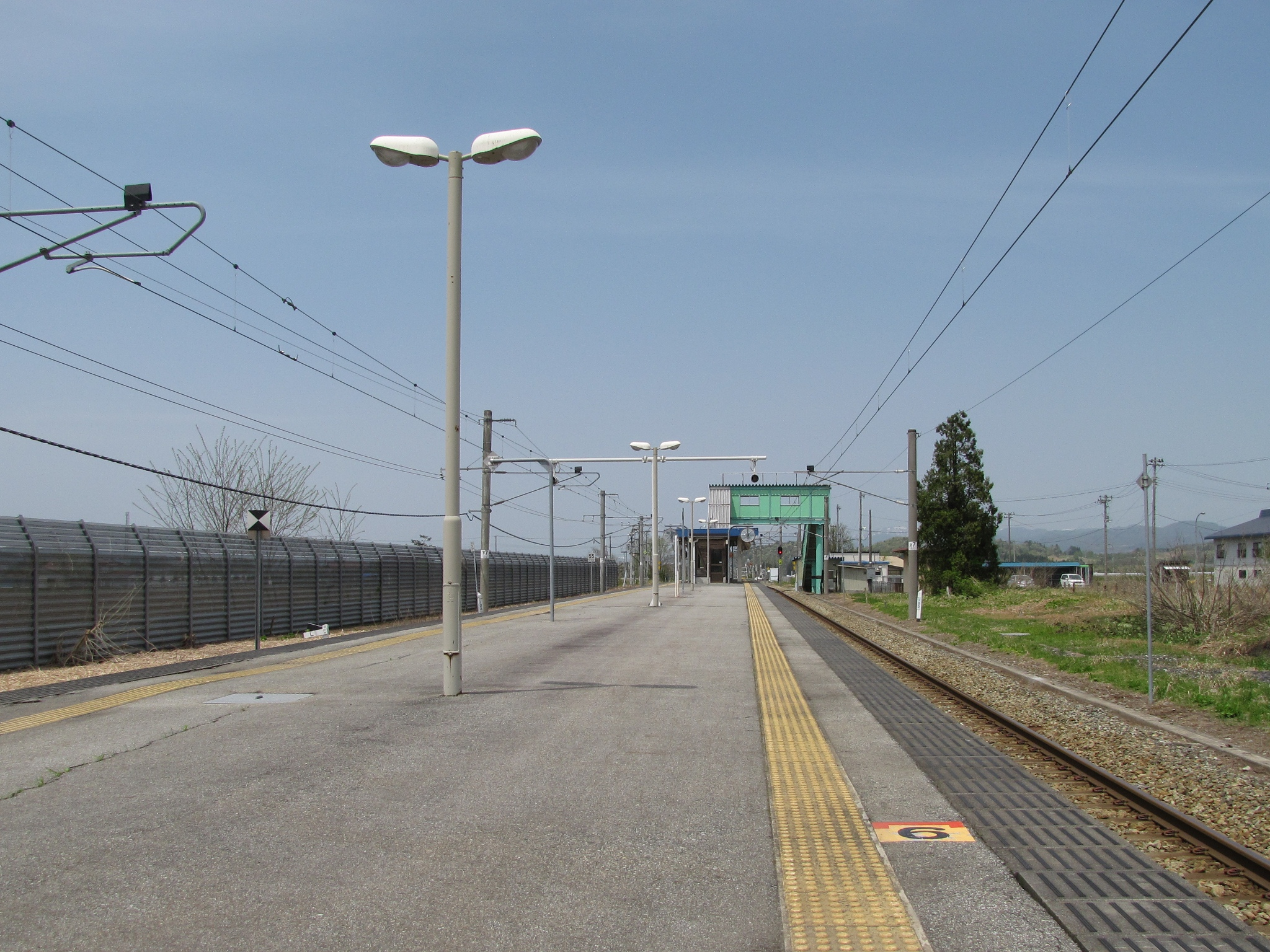
站内（2011年5月）

岛式站台1台2線的地面車站。站房与站台使用跨线桥连接。配备简易乘车整理券发行机。
山形站管理的无人站。

### 站台配置
| 站台 | 路线    | 方向 | 目的地         |
| ---- | ------- | ---- | -------------- |
| 1・2 | ■山形线 | 上行 | 山形・福岛方向 |
| 1・2 | ■山形线 | 下行 | 新庄・横手方向 |

## 相邻车站
東日本旅客铁道（JR東日本）
■奥羽本线
■普通
村山 - 袖崎 - 大石田